# Поділля (волейбольний клуб)
Волейбольний клуб «Поділля» Хмельницький — український чоловічий волейбольний клуб з міста Хмельницький, який виступає у  Суперлізі України.
Домашні поєдинки ВК «Новатор» проводить у залі ФОК Новатор, який розташований за адресою вул. Тернопільська 13/4 у Хмельницькому.

## Історія

### Колишні назви
- Новатор — 1999–2021
- ВК Поділля  — 2021–

Волейбольний клуб «Новатор» засновано в Хмельницькому в 1999 році.
У сезонах 2003/04, 2004/05, 2007/08 років команда займала 2-ге місце у Вищій лізі. У сезоні 2010/11 років клуб зайняв перше місце у Вищій лізі та вийшов до волейбольної Суперліги.
Сезон 2011-2012 років був одним із найуспішніших для хмельницьких волейболістів — вони зайняли 5-те місце у Суперлізі та стали срібними призерами кубку України. Лідером команди був Віталій Сухінін, головним тренером - Михайло Туркула. Проте через фінансову скруту по закінченні сезону клуб вимушений був знятися з Суперліги та припинити своє існування.
У сезоні 2013-2014 років у чемпіонаті аматорської ліги України з волейболу серед чоловічих команд першої ліги взяв участь хмельницький «Новатор-Князь». Волейболісти впевнено провели регулярну першість та вийшли до фіналу турніру, де здобули звання чемпіонів.
В сезоні 2014-2015 волейбольний клуб «Новатор» виступав у вищій лізі. В котрій зайняв 4-місце. Вже у наступному сезоні команда перемогла у вищій лізі та повернулася у Суперліги.
У сезоні 2016-2017 хмельницькі волейболісти зайняли 4-те місце у Суперлізі, поступившись у бронзовому фіналі МХП-Вінниці. Лідером «Новатора» тоді був Юрій Паласюк.
В сезоні 2017/18 клуб вперше в історії, перемігши в бронзовому фіналі вінницьких волейболістів «Серця Поділля», зайняв третє місце в суперлізі. Лідером команди був Андрій Тупчій.
У листопаді 2018-го «Новатор» дебютував у єврокубках проти норвезького «Ферде» – програв 0:3 на виїзді й переміг 3:1 вдома (грали в Городку). Все вирішив золотий сет – 15:10 за норвежцями.
Після зміни керівника ВО «Новатор», великого фаната волейболу Анатолія Вдовиченка, коли  керівництво «Укроборонпрому» не продовжило контракт з ним, новий керівник відмовився фінансувати волейбольний клуб. Інших спонсорів не знайшлося. Команду покинув весь склад, довелося чемпіонат догравати гравцями дублюючої команди «Новатор-2-Прикордонник», яка виступала у вищій лізі. В підсумку – виліт в першому раунді плей-офф від «Юракадемії». 
В сезоні 2019/20 «Новатор» надалі очолював Роман Ковальчук. Лідером «Новатора» був Андрій Перепадя, який потрапив у заявку на цей сезон, але так і не зіграв жодного матчу – зосередився на роботі на заводі. За підсумками сезону хмельничани вилетіли з Суперліги.
Сезон 2020-2021 завершив «Новатор» на 9-му місці у вищій лізі. У сезоні 2021-2022 хмельницький волейбольний клуб продовжив виступи у вищій лізі України під назвою «Поділля».  Повернувся в команду титулований  Сергій Попов, залишилися лідери - Андрій Перепадя, Артур Гандзій, Павло Янкович. У підсумку - перше місце. 
В сезоні 2023-2024 ВК «Поділля» стає переможцем Вищої Ліги України. У фінальній серії суперниками нашої команди був «Бахмут-ШВСМ». Два матчі, які пройшли в Чернівцях, були доволі запеклими. Першу гру виграли «Поділля» з рахунком 3:2, другу – команда з Донеччини 3:2. Тож долю чемпіонства вирішили в «золотому сеті», який був на користь подолян 15:12. Максим Турик став MVP чемпіонату, Павло Янкович став кращим блокуючим. 

## Склад команди

### Поточний склад
Сезон 2024/2025 
| №  | Ім'я, прізвище      | Дата народження | Позиція               |
| -- | ------------------- | --------------- | --------------------- |
| 1  | Артур Гандзій       | 01.03.1995      | Діагональний          |
| 3  | Тарас Козлюк        | 13.08.2002      | Зв'язуючий            |
| 4  | Павло Яресько       | 23.09.1981      | Догравальник          |
| 7  | Віктор Іващенко     | 04.03.2000      | Зв'язуючий            |
| 8  | Максим Турик        | 15.11.1993      | Догравальник          |
| 9  | Дмитро Наход        | 18.05.2001      | Ліберо                |
| 10 | Ярослав Ковальчук   | 16.05.1997      | Догравальник          |
| 11 | Роман Ковальчук     | 03.11.1976      | Діагональний          |
| 12 | Павло Янкович       | 13.05.1995      | Центральний блокуючий |
| 13 | Андрій Мельник      | 21.10.2006      | Центральний блокуючий |
| 14 | Марк Вороной        | 03.11.2007      | Центральний блокуючий |
| 15 | Максим Ковальчук    | 15.11.2002      | Догравальник          |
| 16 | Богдан Лопушанський | 19.07.2002      | Центральний блокуючий |
| 17 | Андрій Бабіч        | 17.08.2000      | Догравальник          |
| 19 | Роман Оліщук        | 19.02.1992      | Діагональний          |
| 20 | Владислав Павлюк    | 12.02.2009      | Центральний блокуючий |
| 22 | Андрій Мировіцький  | 30.09.2000      | Ліберо                |
| 23 | Володимир Борисенко | 06.02.1988      | Зв'язуючий            |
| 24 | Юрій Мельник        | 29.06.1972      | Зв'язуючий            |
| 26 | Володимир Мельников | 05.03.1988      | Догравальник          |
| 27 | Іван Терещук        | 24.10.1985      | Зв'язуючий            |
| 28 | Владислав Овчарук   | 26.11.2010      | Догравальник          |

## Усі сезони
| Сезон   | Ліга      | Місце | Кубок            | Суперкубок | Єврокубки             |
| ------- | --------- | ----- | ---------------- | ---------- | --------------------- |
| 2005/06 | Вища ліга | 4     |                  |            |                       |
| 2006/07 | Вища ліга | 3     |                  |            |                       |
| 2007/08 | Вища ліга | 2     |                  |            |                       |
| 2008/09 | Вища ліга | 3     |                  |            |                       |
| 2009/10 | Вища ліга | 4     |                  |            |                       |
| 2010/11 | Вища ліга | 1     |                  |            |                       |
| 2011/12 | Суперліга | 7     | Фіналіст         |            |                       |
| 2014/15 | Вища ліга | 2     |                  |            |                       |
| 2015/16 | Вища ліга | 1     | Чвертьфінал      |            |                       |
| 2016/17 | Суперліга | 4     | Чвертьфінал      |            |                       |
| 2017/18 | Суперліга | 3     | Півфінал         |            |                       |
| 2018/19 | Суперліга | 5     | Чвертьфінал      | Фіналіст   | Кубок ЄКВ 1/32 фіналу |
| 2019/20 | Суперліга | 8     | Попередній раунд |            |                       |
| 2020/21 | Вища ліга | 9     | Попередній раунд |            |                       |
| 2021/22 | Вища ліга | 1     |                  |            |                       |
| 2022/23 | Вища ліга | 4     |                  |            |                       |
| 2023/24 | Вища ліга | 1     | Основний раунд   |            |                       |

## Досягнення
Чемпіонат України
- Чемпіон Вищої Ліги України:(4) 2010-2011, 2015-2016, 2021-2022, 2023-2024.
- Срібний призер Вищої Ліги України:(2) 2007-2008, 2014-2015.
- Бронзовий призер Вищої Ліги України:(2) 2006-2007, 2008-2009.

- Бронзовий призер України: 2017–2018.

Кубок України
- Фіналіст Кубка України: 2011-2012.

Суперкубок України
- Фіналіст Суперкубка України:  2018-2019.

## Головні тренери
- Олександр Бондаренко
- Михайло Туркула (2010-2012)
- Роман Ковальчук (2019-)

## Відомі гравці
- Андрій Тупчій
- Сергій Попов
- Дмитро Вієцький
- Денис Велецький
- Богдан Середа
- Ігор Вітюк

### Легіонери
- Александр Жуматий